# Kruiskruidnysius
De kruiskruidnysius (Nysius senecionis) is een wants uit de onderfamilie Orsillinae en uit de familie bodemwantsen (Lygaeidae).

## Uiterlijk
Het is een geelachtig bruingrijze wants, die 3,9 – 4,8 mm lang is. Het tweede segment van de antenne is lichtbruin met een donkere ring bij de basis. Over de kop lopen twee zwarte strepen. Het schildje (scutellum). Het hemi-elytrum (de deels verharde voorvleugel) is licht doorschijnend en het membraan (doorzichtig deel van de voorvleugel) is helder en meestal zonder tekening. 
De soorten uit het geslacht Nysius zijn heel moeilijk uit elkaar te houden. De kruiskruidnysius is vooral zeer vergelijkbaar met de composietennysius (Nysius graminicola). De kruiskruidnysius heeft een korter 1e segment van de achterste tarsus, dat kleiner is dan de gezamenlijke lengte van de 2e en 3e segmenten (inclusief “klauwtjes”).

## Verspreiding en habitat
De soort is verspreid in Europa en in het oosten tot in Centraal-Azië. In het zuiden komt hij voor in heel Afrika. De in Afrotropisch gebied voorkomende wantsen behoren tot de ondersoort Nysius senecionis binotatus. Ze hebben een voorkeur voor droge, warme, open gebieden met een zandbodem.

## Leefwijze
De kruiskruidnysius leeft polyfaag op verschillende planten, vooral op kruiskruid (Senecio), alsem (Artemisia) en kamille (Matricaria) uit de composietenfamilie (Asteraceae). De imago’s zijn meestal in de kruidlaag te vinden en minder vaak op de bodem. De imago’s overwinteren achter bijvoorbeeld losse schors. Eieren, die laat zijn gelegd, kunnen ook overwinteren. De vrouwtjes leggen hun eieren op het voedsel planten. Omdat dat de hele zomer kan plaatsvinden, zijn er zowel imago’s als nimfen, die bij twee elkaar tijdelijk overlappende generaties behoren.